# Arrondissement de Geilenkirchen
L'arrondissement de Geilenkirchen est un arrondissement du district d'Aix-la-Chapelle de 1816 à 1932. Avec cela, il appartient initialement à la province prussienne de Juliers-Clèves-Berg et depuis 1822 à la province de Rhénanie. Son territoire appartient aujourd'hui à l'arrondissement de Heinsberg et à la région urbaine d'Aix-la-Chapelle. Le siège de l'administration de l'arrondissement est Geilenkirchen.

## Histoire
L'arrondissement de Geilenkirchen est essentiellement formé en 1816 à partir du canton de Geilenkirchen, qui appartient jusqu'en 1813 à l'arrondissement d'Aix-la-Chapelle dans le département français de la Roer. L'arrondissement est initialement divisé en 13 mairies, créées à l'époque française. Avec l'introduction des règlements communaux pour la province de Rhénanie en 1845, certaines mairies de l'arrondissement sont divisées en plusieurs communes. La mairie d'Übach est supprimée en 1846 et intégrée à la mairie de Baesweiler. De même, à la fin du XIXe siècle, la mairie de Puffendorf est supprimée et intégrée à la mairie d'Immendorf. Depuis lors, il existe onze mairies avec un total de 19 communes dans l'arrondissement de Geilenkirchen sur une superficie de 196,8 km2, :
| Mairie           | Communes                                  |
| ---------------- | ----------------------------------------- |
| Baesweiler       | Baesweiler, Beggendorf, Oidtweiler, Übach |
| Brachelen        | Brachelen, Lindern                        |
| Frelenberg       | Frelenberg                                |
| Gangelt          | Birgden, Gangelt                          |
| Geilenkirchen    | Geilenkirchen                             |
| Immendorf        | Immendorf, Puffendorf                     |
| Randerath        | Randerath                                 |
| Scherpenseel     | Scherpenseel                              |
| Schümmerquartier | Schümmerquartier                          |
| Teveren          | Teveren                                   |
| Würm             | Beeck, Süggerath, Würm                    |

Comme dans toute la province de Rhénanie, les mairies de l'arrondissement sont appelées bureaux depuis le 1er janvier 1928. L'arrondissement d'Heinsberg, également fondé en 1816, est intégré à l'arrondissement de Geilenkirchen le 1er octobre 1932 et reçoit le nouveau nom d'arrondissement du Selfkant de Geilenkirchen-Heinsberg le 10 août 1933.

## Évolution de la démographie
Les enquêtes démographiques prussiennes permettent de déterminer l'arrondissement
- 1825 : 22 956 habitants, dont 22 152 catholiques, 482 protestants et 149 juifs. Il y a 4 401 bâtiments privés et 96 bâtiments publics. La superficie des terres cultivées est estimée à 77 438 acres.
- 1852 : 26 102 habitants, dont 25 378 catholiques, 535 protestants et 189 juifs. Il y a 5 044 bâtiments résidentiels et 122 bâtiments publics.
- 1900 : 22 476 habitants[4]
- 1925 : 37 444 habitants, dont 34 816 catholiques, 2 210 protestants, 36 autres chrétiens et 175 juifs[4].

## Blason
L'arrondissement de Geilenkirchen ne possède pas ses propres armoiries. En tant qu'autorité administrative inférieure de l'État, il utilise l'aigle prussien.

## Administrateurs de l'arrondissement
- 1816-1844 Joseph von Fürth (de)
- 1844-1845 N.N. Claessen
- 1845-1847 Johann Contzen (de)
- 1847-1875 Carl von Eynatten (de)
- 1875-1891 Karl von der Goltz (de)
- 1891-1919 Adrian von Wrede-Melschede (de)
- 1919-1932 Alexander Czéh (de) (du 1er octobre 1932 à 1945 administrateur de l'arrondissement de Geilenkirchen-Heinsberg)